# Ljusfläckat jordfly
Ljusfläckat jordfly, Actebia fennica är en fjärilsart som beskrevs av August Michael Tauscher 1806. Ljusfläckat jordfly ingår i släktet Actebia och familjen nattflyn, . Enligt den finländska rödlistan är arten starkt hotad i Finland. Arten är reproducerande i Sverige. Artens livsmiljö är torra och karga moar. Inga underarter finns listade i Catalogue of Life.

## Bildgalleri

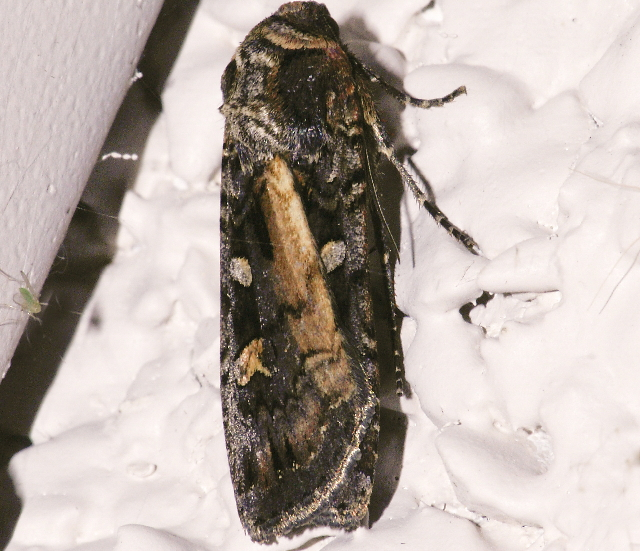
Imago fjäril
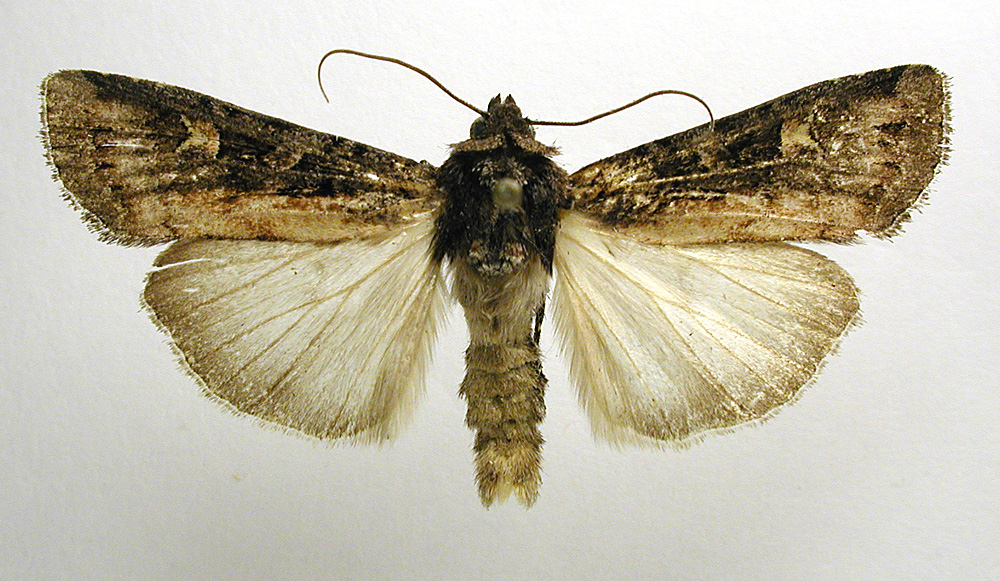
Preparerad (uppnålad) imago fjäril